# Ilse Maybrid
Ilse Maybrid (* 15. Dezember 1923 in Berlin; † 29. Januar 2014) war eine deutsche Schauspielerin und Kabarettistin.

## Leben
Ilse Maybrid wurde 1923 in Berlin-Johannisthal geboren. Erste Auftritte als Mitwirkende in einem Kabarett hatte sie bereits nach dem Zweiten Weltkrieg im Berliner Varieté Europahaus am Hamburger Bahnhof, im Tanz-Kabarett Viktoria-Luise und im Kammerbrettl. 1951/52 trat sie im Kulturpalast Chemnitz auf und in Programmen der Konzert- und Gastspiel Direktor Dresden. Von 1954 bis 1955 war sie an den Landesbühnen Sachsen engagiert. Im Januar 1955 gründete der Schauspieler Otto Stark (1922–2018), mit dem sie inzwischen verheiratet war, in Dresden das Kabarett Herkuleskeule (ab 1956 Herkuleskeulchen), in dem sie von Beginn an mitwirkte und das sich 1959 auflöste. 1966 wurde Ilse Maybrid am Berliner Kabarett-Theater Distel engagiert. 1989 verließ sie, gemeinsam mit ihrem Mann Otto Stark, dem Direktor, das Haus. Für die DEFA und den Deutschen Fernsehfunk (später Fernsehen der DDR) stand sie in einigen Filmen und Komödien vor der Kamera. Von mehreren Programmen der „Distel“ mit Ilse Maybrid gibt es Aufnahmen auf verschiedenen Tonträgerarten.
Die gemeinsame Tochter mit ihrem Ehemann Otto Stark Myriam Stark (* 1962), wurde ebenfalls Schauspielerin. Ilse Maybrid verstarb 2014 im Alter von 90 Jahren.

## Filmografie
- 1972: Der Mann, der nach der Oma kam
- 1985: Unternehmen Geigenkasten

## Theater
- 1947: Gibt es denn noch Liebe? – Regie: Hans Joachim Heinrichs (Berliner Kammerbrettl)
- 1955: Derf’n die‘ das? – Regie: Otto Stark (Herkuleskeule Dresden)
- 1966: Seid verschlungen Millionen – Regie: Otto Stark/Manfred Petzold (Kabarett-Theater Distel, Berlin)
- 1966: Wir sind die längste Zeit barock gewesen – Regie: Peter Sodann/Georg Honigmann (Kabarett-Theater Distel, Berlin)
- 1967: IRequiem für alte Hüte – Regie: Hans Krause/Manfred Petzold (Kabarett-Theater Distel, Berlin)
- 1968: Sie können uns mal am Abend besuchen – Regie: Wolfgang E. Struck (Kabarett-Theater Distel, Berlin)
- 1969: Der Jubel rollt – Regie: Otto Stark (Kabarett-Theater Distel, Berlin)
- 1970: Bitte das Beschwerdebuch! – Regie: Helmut Hellstorff/Otto Stark (Kabarett-Theater Distel, Berlin)
- 1971: Wir bitten zur Klasse! – Regie: Volkmar Neumann (Kabarett-Theater Distel, Berlin)
- 1972: Mir nach, Medaillen! – Regie: Otto Stark (Kabarett-Theater Distel, Berlin)
- 1973: Tugend voran! – Regie: Otto Stark (Kabarett-Theater Distel, Berlin)
- 1973: In eigener Sache – Regie: Volkmar Neumann/Wolfgang E. Struck/Robert Trösch (Kabarett-Theater Distel, Berlin)
- 1974: Eine kleine Nachtboutique – Regie: Edgar Külow (Kabarett-Theater Distel, Berlin)
- 1975: Alles Rummel – Regie: Edgar Külow (Kabarett-Theater Distel, Berlin)
- 1976: So wahr mir Spott helfe – Regie: Wolfgang E. Struck (Kabarett-Theater Distel, Berlin)
- 1977: Distels Funzelkabinett – Regie: Robert Trösch (Kabarett-Theater Distel, Berlin)
- 1978: Einsteigen bitte! – Regie: Otto Stark (Kabarett-Theater Distel, Berlin)
- 1979: Danke weiterlachen! – Regie: Otto Stark (Kabarett-Theater Distel, Berlin)
- 1981: Ein Glück, dass wir es haben – Regie: Wolfgang E. Struck (Kabarett-Theater Distel, Berlin)
- 1982: Vom Ich zum Wir – einmal hin und zurück – Regie: Otto Stark (Kabarett-Theater Distel, Berlin)
- 1983: Das ist schon nicht mehr feierlich – Regie: Otto Stark (Kabarett-Theater Distel, Berlin)
- 1984: Verdrängte Jahre – Regie: Otto Stark (Kabarett-Theater Distel, Berlin)
- 1985: An Mut sparet nicht trotz Mühe – Regie: Hans-Georg Simmgen (Kabarett-Theater Distel, Berlin)
- 1988: Wir handeln uns was ein – Regie: Peter Tepper (Kabarett-Theater Distel, Berlin)
- 1989: Zwischen Tränen und Gelächter – Regie: Otto Stark (Kabarett-Theater Distel, Berlin)

## Auszeichnungen
- 1980: Goethe-Preis der Stadt Berlin